# Bilbao
Bilbao (špansko [bilˈβao]) ali Bilbo (baskovsko [bilβo]) je mesto na severu Španije, največje mesto v pokrajini Biskaja in v avtonomni skupnosti Baskija. Je tudi največje mesto v severni Španiji in deseto največje v Španiji, ki je imelo od leta 2015 345.141 prebivalcev. Metropolitansko območje Bilbao ima 1.037.847 prebivalcev, zaradi česar je eno najbolj naseljenih metropolitanskih območij v severni Španiji; s 875.552 prebivalci je comarca (baskovsko eskualde) Velikega Bilbaa peto največje urbano območje v Španiji. Bilbao je tudi glavno urbano območje v t. i. Veliki Baskovski regiji.
Bilbáo je v severno-osrednjem delu Španije, približno 16 kilometrov južno od obaleBiskajskega zaliva, kjer se je gospodarski družbeni razvoj umestil v estuarij Bilbaa. Njegovo mestno jedro obkrožata dve majhni gorski verigi s povprečno nadmorsko višino 400 metrov. Podnebje oblikujejo sistemi z nizkim tlakom v Biskajskem zalivu in blag zrak, ki po iberskih merilih uravnava poletne temperature z malo sonca in veliko padavin. Letno temperaturno območje je nizko za to zemljepisno širino.
Po ustanovitvi Diega Lópeza V. de Haroja, vodje močne družine Haro, v začetku 14. stoletja, je bil Bilbao trgovsko središče Baskije, ki je imelo velik pomen v Zeleni Španiji. To je bila posledica njegove pristaniške dejavnosti, ki temelji na izvozu železa, pridobljenega iz okoliških kamnolomov. V 19. stoletju in na začetku 20. je Bilbao doživljal močno industrializacijo, zaradi česar je bil središče druge najbolj industrializirane regije Španije, za Barcelono. Hkrati je izredna populacijska eksplozija povzročila priključitev več sosednjih občin. Danes je Bilbao živahno mesto, ki doživlja stalni proces družbene, ekonomske in estetske revitalizacije, ki ga je začel znameniti Guggenheimov muzej v Bilbau, in nadaljevali z naložbami v infrastrukturo, kot so letališki terminal, metro, tramvajska proga, Azkuna Zentroa in trenutno obnovljeni projekti Abandoibarra in Zorrozaurre.
V Bilbau je tudi nogometno moštvo Athletic Bilbao, ki je pomemben simbol baskovskega nacionalizma zaradi promocije samo baskovskih igralcev in je eden najuspešnejših klubov v zgodovini španskega nogometa.
18. maja 2010 je singapurska vlada, v sodelovanju s švedsko Nobelovo akademijo, Bilbau podelila nagrado Lee Kuan Yew svetovnega mesta na World Cities Summit 2010. Nobelova nagrada za urbanizem je bila podeljena 29. junija 2010. 
7. januarja 2013 je njen župan Iñaki Azkuna prejel nagrado svetovnega župana za leto 2012, ki jo na dve leti podeljuje britanska fundacija The City Mayors Foundation, v znak priznanja urbana preobrazba, ki jo je biskajska prestolnica doživljala od 1990-ih.
Bilbao je bil leta 2014 s strani Unesca imenovan za Mesto oblikovanja in je od takrat del Mreže ustvarjalnih mest.
8. novembra 2017 je bil Bilbáo izbran za najboljše evropsko mesto 2018 na podelitvi nagrad The Urbanism Awards 2018, ki jo podeljuje mednarodna organizacija The Academy of Urbanism.

## Etimologija
Uradno ime mesta je Bilbao, kot je znano v večini svetovnih jezikov. Euskaltzaindia (Kraljeva akademija baskovskega jezika), uradna regulatorna institucija baskovskega jezika, se je strinjala, da je med dvema mogočima imenoma v baskovščini Bilbao in Bilbo zgodovinsko ime Bilbo, medtem ko je Bilbao uradno ime. Čeprav se izraz Bilbo v starih dokumentih ne pojavlja, se v predstavi Vesele žene Windsorske Williama Shakespeara sklicuje na meče, domnevno narejene iz biscajskega železa, ki jih imenuje bilboes, kar kaže na to, da gre za besedo, ki se uporablja od najmanj 16. stoletja.
Med zgodovinarji ni soglasja o izvoru imena. Splošno sprejeta poročila navajajo, da so bili pred 12. stoletjem neodvisni vladarji ozemlja, imenovani Gospodje Zubialdea, znani tudi kot Gospodje Bilbao la Vieja ('Stari Bilbao'). Simboli njihove dediščine so stolp in cerkev, ki se do danes uporabljata v ščitu Bilbaa. [28] Eno možno poreklo je predlagal inženir Evaristo de Churruca. Rekel je, da je bila po baskovski navadi kraj poimenovati po njegovi lokaciji. Za Bilbao bi to bil rezultat združitve baskovskih besed za reko in zaliv: Bil-Ibaia-Bao. The historian José Tussel Gómez argues that it is just a natural evolution of the Spanish words bello vado, beautiful river crossing. Zgodovinar José Tussel Gómez trdi, da gre le za naravni razvoj španskih besed bello vado - čudovit prehod  reke. Po drugi strani pa po besedah pisatelja Estebana Calle Iturrina ime izhaja iz dveh naselij, ki sta obstajali na obeh bregovih izliva, ne pa iz samega izliva. Prva, kjer je sedanji Casco Viejo, bi se po konfiguraciji stavb imenovala billa, kar pomeni kup v baskovščini. Drugi, na levem bregu, kjer je zdaj Bilbao La Vieja, bi se imenoval vaho, špansko za meglo ali paro. Iz zveze teh dveh izhaja ime Bilbao, ki je bilo zapisano tudi kot Bilvao in Biluao, kot je zapisano v njegovi občinski listini. Konec -ao je prisoten tudi v bližnjem Sestao in Ugao, kar bi lahko razložili iz baskovščine aho – 'usta'.

### Demonim
Demonim je bilbaíno, -a, čeprav je pogosta tudi priljubljena izgovorjava bilbaino / a (sic). V euskera je bilbotar, ki se včasih uporablja tudi v španščini, običajno v Baskiji. Vas je od prebivalcev ljubkovalno znana kot 'luknja' – botxo, saj je obkrožena z gorami. Vzdevek botxero izhaja iz tega vzdevka. Bilbao dobi še en vzdevek chimbos, ki prihaja od ptic, ki so jih v 19. stoletju v teh krajih lovili v velikem številu.
Naslovi, zastava in grb so tradicionalni simboli Bilbaa in spadajo v njegovo zgodovinsko dediščino, ki se uporablja v uradnih aktih za identifikacijo in dekoracijo določenih krajev ali za potrditev dokumentov.
Naslovi
Bilbao ima zgodovinsko kategorijo mesta (villa) z naslovi »Zelo plemenit in zelo zvest in neporažen« (Muy Noble y Muy Leal e Invicta). Katoliški monarhi so 20. septembra 1475 podelili naziv »Plemenito mesto« (Noble Villa). Filip III. Španski je s pismom leta 1603 mestu podelil naziv »Zelo plemenito in zelo zvesto«. Po obleganju Bilbaa, med prvo karlistično vojno, 25. decembra 1836, je bil dodan naslov »Neporaženi«.
Grb
Na grbu je napis:
 Na srebrnem polju most z dvema očesoma, dodan cerkvi sv. Antóna njegove barve in njegova zlovešča dva sobolja volkova, ki hodita in palica, na modrih in srebrnih valovih. 
Zastava
Zastava, ki jo predstavlja, je bela z rdečim vogalom, v razmerju 2:3. Rdeča in bela barva sta zgodovinski barvi ville.
Kraljevi ukaz z dne 30. julija 1845 je določil pomorsko geslo za prebivalstvo. To je bilo opredeljeno kot bela zastava z zgornjo rdečo matrico ob nogah. Matrica mora biti kvadratna, dolžina stranice pa mora biti enaka polovici plašča. Prej, vsaj od leta 1511, je bil napis, ki ga je nosil konzulat Bilbao, bel z rdečim burgundskim križem. Odnos mesta s trgovskimi in morskimi dejavnostmi je bil vedno zelo močan, ko so si delili sedeže. Leta 1603 je bila odprta nova konzistorialna hiša, v njej pa je sedež mestnega sveta in omenjenega konzulata v Bilbau. Intimni odnos, zaradi katerega je bila zastava konzulata po državljanstvu povezana z zastavo mesta.
Definicijo pomorske zastave leta 1845 je prevzelo prebivalstvo, ki jo je sprejelo kot svojo, mestni svet pa tudi. Ob otvoritvi železniške proge Bilbao-Miranda de Ebro je bila že uporabljena kot simbol predstavništva mesta, ki je bila trajno sprejeta leta 1895, čeprav v ta namen ni bila sprejeta nobena resolucija. 
Čeprav so to občinski zavod in državljanstvo vedno prevzeli, se je na začetku 20. stoletja na občinskem plenarnem zasedanju razpravljalo o določitvi zastave mesta. Govorili so o »uporabi škrlatne barve biskajskega gospostva ali križa svetega Andreja«, vendar brez kakršne koli resolucije.

## Zgodovina

### Prazgodovina
Ostanki starodavne naselbine so bili najdeni na vrhu gore Malmasín iz približno 3. ali 2. stoletja pred našim štetjem. Pokopališča so našli tudi na gorah Avril in Artxanda, starih 6000 let. Nekateri avtorji staro naselje Bilbao identificirajo z Amanun Portus, ki ga navaja Plinij Starejši ali s Flaviobriga, Ptolemaja.

### Srednjeveški Bilbao
Pod cerkvijo San Antón so odkrili starodavno obzidje iz 11. stoletja. Bilbao je bil eno prvih mest, ustanovljenih v 14. stoletju, v obdobju, ko je bilo razvitih približno tri četrtine mest Biskaje, med njimi Portugalete leta 1323, Ondarroa leta 1327, Lekeitio leta 1335 ter Mungia in Larrabetzu leta 1376. Diego López V. de Haro, takrat tretji biskajski gospodar, je Bilbao ustanovil z občinsko listino z dne 15. junija 1300 v Valladolidu in potrdil kastiljski kralj  Ferdinand IV. v Burgosu, 4. januarja 1301. Diego López je ustanovil novo mesto na desnem bregu reke Nervión na podlagi elizate (zgodnja oblika lokalne oblasti, ko so se družinski voditelji naselja, povezanega z določeno župnijo, po maši zbrali na vhodu ali verandi cerkve in odločali) Begoña in mu podelil fuero Logroño, zbirko pravic in privilegijev, ki bi se izkazale za temeljne za njegov kasnejši razvoj.
Leta 1310 María Díaz I. de Haro, nečakinja Diega Lópeza V. in gospa Biskajska, mestu podeli novo občinsko listino, ki še dodatno širi trgovinske privilegije in mesto preoblikuje v obvezen postanek za vso trgovino, ki prihaja iz Kastilije proti morju. Ta druga listina je ugotovila, da mora cesta od Orduñe do Bermea, takrat najpomembnejše trgovske poti v gospostvu, prečkati most San Antón v Bilbau namesto prelaza v Etxebarriju, kot je to storila do takrat. To je okrepilo položaj Bilbaa kot trgovskega mesta v škodo Bermea, mesta, ki je do takrat delovalo kot glavno pristanišče ozemlja. Poleg tega je Bilbao dobil izključne pravice za vso trgovino med mestom in Las Arenasom. Leta 1372 je Janez I. Kastiljski še bolj okrepil položaj mesta, tako da je Bilbao imenoval svobodno pristanišče in mu podelil posebne privilegije v zvezi s trgovino z železom. Zaradi tega je Bilbao postal pomembno pristanišče, zlasti zaradi trgovine s Flandrijo in Veliko Britanijo.
Leta 1443 je bila postavljena  cerkev sv. Antona Puščavnika, ki je bila zgrajena na mestu starega alcázarja. Še danes je cerkev ena najstarejših ohranjenih stavb v mestu. 5. septembra 1483 je kraljica Izabela I. Kastiljska dopotovala v Bilbao, da bi prisegla na biskajski fueros. Njen mož Ferdinand II. Aragonski je to že storil leta 1476 v Guernici.

### Sodobnost
21. junija 1511 je kraljica Ivana Kastiljska ukazala ustanovitev Pomorskega konzulata (Consulado del Mar) v Bilbau. Ta bi stoletja postal najvplivnejša institucija v okrožju in bi zahteval jurisdikcijo nad izlivom ter izboljšal svojo infrastrukturo. Pod nadzorom konzulata je pristanišče Bilbao postalo eno najpomembnejših v kraljestvu. Prvo tiskarno so v mesto prinesli leta 1577. Tu je bila leta 1596 natiskana prva knjiga v baskovskem jeziku z naslovom Doctrina Christiana en Romance y Bascuence, Dr. Betolaza.
Leta 1602 je Bilbao postal prestolnica Biskaje, naslov, ki ga je prej imel Bermeo. Okoli leta 1631 je bilo mesto prizorišče serije uporov proti povečani obdavčitvi soli, ki jih je ukazala krona, dogodek, ki je bil lokalno znan kot Machinada soli. Upor se je končal z usmrtitvijo več njegovih voditeljev. Mesto se je neprestano povečevalo, zlasti po odkritju obsežnih nahajališč železa v okoliških gorah, do konca stoletja pa je uspelo premagati gospodarsko krizo, ki je prizadela preostalo kraljestvo, deloma tudi zaradi povečanega trgovanja z volno (ki je zdaj uporabljalo pristanišče Bilbao namesto pristanišča Santander) ter železovo rudo in njeno trgovanje z Anglijo in Nizozemsko.
Leta 1791 je bilo v Čilu, takrat oddaljeni koloniji španskega imperija, ustanovljeno mesto Nueva Bilbao (Novi Bilbao - danes znano kot Constitución).

### Sodobni Bilbao

#### Napoleonova invazija in karlistične vojne
Francoska invazija na Španijo je zasedla več baskovskih mest, vendar Bilbao ni bil med njimi. Prva odprta vstaja proti napoleonski oblasti je bila 6. avgusta 1808, mesec dni po bitki pri Bailénu. Francoske čete so 16. avgusta oblegale in opustošile mesto ob sosednjih mestih Deusto in Begoña. Od februarja 1810 je bilo mesto pod poveljstvom Pierra Thouvenota, generala francoske vojske in barona cesarstva, ki je postal vodja vojaške vlade Vizcaya, ki je vključevala tri baskovske province. Thouvenot ni nameraval nadaljevati z načrtom popolne priključitve baskovskih provinc Franciji , vendar je polotoška vojna in na koncu bitka pri Vitoriji te načrte onemogočila.
Baskovske dežele so bile eden glavnih krajev bitk med prvo karlistično vojno, državljansko vojno med zagovorniki španske regentke Marije Christine, znane kot liberalke, in bratov pokojnega kralja Carlosa Bourbona, znanih kot karlisti. Karlisti so bili še posebej osredotočeni na zavzetje Bilbaa, liberalnega in gospodarskega bastijona na severu Španije. General karlistov Tomás de Zumalacárregui je poskušal zavzeti mesto med obleganjem Bilbaa leta 1835, vendar je bil ranjen med bitko pri Begoni in kmalu za tem umrl v mestu Zegama. Naslednje leto se je mesto uprlo drugemu obleganju, v katerem je liberalni general Baldomero Espartero v bitki pri Luchani premagal karliste. Mesta se ni dotaknila druga vojna s karlisti, ki se je večinoma odvijala v Kataloniji, a je bila spet pomemben scenarij med tretjo vojno s karlisti; aprila 1874 je mesto pretrpelo tretje obleganje, ki je trajalo dva meseca.
Kljub vojni je Bilbao uspeval v 19. in 20. stoletju, ko se je povzpel kot gospodarsko središče Baskije. V tem času je v mesto prvič prispela železnica in bila ustanovljena Bank of Bilbao (ki bo kasneje postala BBVA), pa tudi borza v Bilbau. Jeklarska industrija je doživela razcvet z ustanovitvijo številnih novih tovarn, med njimi Santa Ana de Bolueta in Altos Hornos de Vizcaya leta 1902. Mesto je bilo posodobljeno z novimi avenijami in sprehajalnimi potmi ter z novimi modernimi stavbami, kot je stavba Mestne hiše, bolnišnica Basurto in gledališče Arriaga. Prebivalstvo se je dramatično povečalo, in sicer z 11.000 leta 1880 na 80.000 leta 1900. Pojavila so se tudi družbena gibanja, zlasti baskovski nacionalizem pod Sabino Arano, ki bo v naslednjih desetletjih prerasel v baskovsko nacionalistično stranko.

#### Državljanska vojna in frankistična diktatura
Španska državljanska vojna v Bilbau se je začela s številnimi majhnimi vstajami, ki so jih zatrle republikanske sile. 31. avgusta 1936 je mesto doživelo prvo bombardiranje z vrsto zračnih bomb, ki so jih odvrgla nacionalistična letala. Septembra so nacionalisti razdelili brošure, ki so grozile z nadaljnjim bombardiranjem, če mesto ne bo odnehalo, kar se je končno zgodilo 25. septembra, ko so nemška letala v sodelovanju s frankovimi silami na mesto odvrgla vsaj sto bomb. Maja 1937 je nacionalistična vojska mesto oblegala. Bitka je trajala do 19. junija istega leta, ko je bilo podpolkovniku Putzu ukazano uničiti vse mostove čez estuarij, čete 5. brigade pa so zavzele občino iz gora Malmasin, Pagasarri in Arnotegi.
Po koncu vojne se je Bilbao vrnil k industrijskemu razvoju, ki ga je spremljala enakomerna rast prebivalstva. V 1940-ih je bilo mesto obnovljeno, začenši z mostovi, do leta 1948 pa je prvi lokalni polet vzletel z lokalnega letališča. V naslednjem desetletju je prišlo do oživitve železarske industrije, ki je v Španiji postala strateški industrijski sektor kot posledica gospodarskega modela, ki ga je spodbujal frankizem. Mesto je sprejemalo migrante iz drugih španskih regij, ki so želeli delati v železarski industriji. Povpraševanje po stanovanjih je preseglo ponudbo, delavci pa so na pobočjih gradili slume. V tem kontekstu so nastala prva družbena gibanja; stavka ladjedelnice Euskalduna leta 1947 je bila prva v času frankovske diktature. V tem okolju socialne represije je bila 31. julija 1959 iz baskovskih nacionalističnih gibanj ustanovljena separatistična organizacija ETA. V 1960-ih je bilo mesto priča več urbanim projektom z ustvarjanjem novih sosesk, kot sta Otxarkoaga in avtocesta do francoske meje. Junija 1968 je bila ustanovljena Univerza v Bilbau, prva javna univerza. Kasneje bo vključena v Univerzo v Baskiji.

#### Demokracija in obnova mest
Po koncu frankovske Španije in vzpostavitvi ustavne monarhije je bil v procesu, ki je bil v Španiji znan kot tranzicija, Bilbao spet lahko izvedel demokratične volitve. Tokrat so se na oblast povzpeli baskovski nacionalisti. Z odobritvijo statuta avtonomije Baskije leta 1979 je bila Vitoria-Gasteiz izvoljena za sedež vlade in torej dejansko glavno mesto Baskovske avtonomne skupnosti, čeprav je bil Bilbao večji in gospodarsko močnejši. V 1980-ih je več dejavnikov, kot so povpraševanje po delovni sili in prihod poceni delovne sile iz tujine, privedlo do uničujoče industrijske krize.
26. avgusta 1983 se je med praznovanjem lokalnih praznikov, imenovanih Aste Nagusia, je zaradi nenehnega deževja izliv estuarija do petih metrov na nekaterih območjih, pri čemer sta umrli dve osebi, povzročil pomembna uničenja v mestni infrastrukturi in s celotnimi ekonomskimi stroški dosegel 60.000 milijonov pezet (približno 360 milijonov evrov).
Od sredine 1990-ih je Bilbao v procesu deindustrializacije in prehoda na storitveno gospodarstvo, ki ga podpirajo naložbe v infrastrukturo in obnovo mest, začenši z odprtjem Guggenheimovega muzeja Bilbao (tako imenovani Guggenheimov učinek) in nadaljevanje s Konferenčnim centrom in koncertno dvorano Euskalduna, Zubizuri Santiaga Calatrave, mrežo metroja, Normana Fosterja, tramvajem, stolpom Iberdrola in razvojnim načrtom Zorrozaurre. Za spremljanje teh projektov so bila ustanovljena številna uradno podprta združenja, kot sta Bilbao Metrópoli-30 in Bilbao Ría 2000.

## Geografija

### Lega
Bilbao je v bližini severnega roba Iberskega polotoka, približno 16 kilometrov od Biskajskega zaliva. Pokriva površino 40,65 kvadratnih kilometrov, od tega je 17,35 kvadratnih kilometrov mestnih, preostalih 23,30 kvadratnih kilometrov  pa sestavljajo okoliške gore. Uradna povprečna nadmorska višina je 19 metrov, čeprav so meritve med 6 metri in 32 metri. Je tudi jedro comarke Velikega Bilbaa. Na severu ga obkrožajo občine Derio, Etxebarri, Galdakao, Loiu, Sondika in Zamudio; Arrigorriaga in Basauri na zahodu; Alonsotegi na jugu; ter Barakaldo in Erandio na vzhodu.
Bilbao je na Baskovskem hribovju, v območju med večjim Kantabrijskim gorovjem in Pireneji. Tla so pretežno sestavljena iz mezozojskih materialov (apnenec, peščenjak in lapor), usedlinah na primitivni paleozojski podlagi. V reliefu pokrajine prevladujejo gube, usmerjene na SZ-JV in JZ-JV. Glavna guba je antiklinala Bilbao, ki poteka od občine Elorrio do Galdamesa. V Bilbau sta dve stranski gubi, ena na severovzhodu, ki jo sestavljajo gore Artxanda, Avril, Banderas, Pikota, San Bernabé in Cabras; in druga na jugu, ki jo sestavljajo gore Kobetas, Restaleku, Pagasarri in Arraiz. Najvišja točka v občini je gora Ganeta, visoka 689 metrov, sledi ji Pagasarri, s 673 metri, obe na meji z Alonsotegiem.

### Hidrologija
Glavni rečni sistem Bilbaa je tudi hidrološka arterija v Biskaji. Reki Nervión in Ibaizabal se združita v Basauriju in tvorita estuarij, imenovan različno Estuarij Bilbaa, Nervióna, Ibaizabala ali Nervión-Ibaizabal. Estuarij je dolg 15 kilometrov in ima majhen pretok (s povprečno 25 m³ / s). Njen glavni pritok je reka Cadagua, ki izvira v dolini Mene in ima porečje 642 kvadratnih kilometrov, večinoma v sosednji provinci Burgos. Ta reka je tudi naravna meja med Bilbaom in Barakaldom.
Reka je pogosto trpela zaradi človeškega posredovanja, kar je razvidno iz poglabljanja njenega dna, gradnje dokov na obeh bregovih in zlasti v kanalu Deusto, umetni vodni poti, izkopani med letoma 1950 in 1968 v okrožju Deusto kot stranski kanal, z namenom olajšati plovbo, pri čemer ladje prihranijo pri naravnih ovinkov estuarija. Projekt je bil ustavljen z dokončanjem 400 metrov in odločeno je bilo, da ga zapustijo kot pristanišče. Vendar je bil leta 2007 odobren načrt za nadaljevanje prekopa in oblikovanje otoka Zorrozaurre. Ta človeški poseg je po desetletjih odlaganja strupenih odpadkov povzročil tudi negativne rezultate v kakovosti vode, kar je povzročilo anoksijo (pomanjkanje kisika), ki je skoraj odpravila celotno favno in floro. Vendar se v zadnjih letih zaradi prepovedi odlaganja in naravne obnove to stanje spreminja.  Zdaj je v poletnih mesecih mogoče opazovati alge, ribe, rake in morske ptice, pa tudi občasne kopalce.
Estzuarij je tudi naravna meja za več sosesk in okrožij znotraj mesta. Ko vstopi v občino z zahoda, ločuje okrožji Begoña in Ibaiondo, nato Abando in Uribarri ter nazadnje Deusto in Basurto-Zorroza.

### Podnebje
Bližina Biskajskega zaliva daje Bilbau oceansko podnebje (Cfb) s padavinami, ki se pojavljajo skozi celo leto in brez dobro definiranega suhega poletja. Padavine so obilne, glede na zemljepisno širino in atmosfersko dinamiko pa deževni dnevi predstavljajo 45 %, oblačni dnevi pa 40 % skupne letne količine. Najbolj deževna sezona je med oktobrom in aprilom, november pa je najbolj vlažen. Sneg v Bilbau ni pogost, čeprav je sneg mogoče videti na vrhu okoliških gora. Žled je pogostejši, približno 10 dni na leto, predvsem v zimskih mesecih. Bilbao je najbližji subtropski meji vseh atlantskih obalnih mest v državi z avgustovsko povprečno dnevno vrednostjo 20,9 ° C. Trend sušenja je tudi poleti z julijem le približno 50 milimetrov padavin - vendar premalo suh, da bi ga lahko šteli za Sredozemlje.
Bližina oceana pomeni tudi, da ostaneta dva najbolje opredeljena letna časa (poletje in zima) blaga, z nizko intenzivnimi toplotnimi nihanji. Povprečne najvišje temperature se v poletnih mesecih gibljejo med 25 in 26 ° C, medtem ko je povprečna najnižja temperatura pozimi med 6 in 7 ° C.
Ekstremna rekordna opazovanja v Bilbau znašajo največ 42,0 ° C (26. julija 1947) in -8,6 ° C najmanj (3. februarja 1963). Največ padavin v enem dnevu je bilo 26. avgusta 1983 225,6 mm, ko je reka Nervión povzročila močne poplave.

## Demografija
Po podatkih Baskovskega urada za statistiko je imel Bilbao od leta 2017 342.397 prebivalcev, razporejenih na površini 40,59 km², zaradi česar je Bilbao največje mesto po številu prebivalcev Baskovske avtonomne skupnosti in Baskije kot celote. Bilbao je glavni sestavni del metropolitanskega območja Bilbao, kjer živi 1.037.847 prebivalcev.
Prvi verodostojni podatki o prebivalstvu Bilbaa so po letu 1550. Znano je, da je leta 1530 v Biskaji živelo približno 65.000 prebivalcev, kar bi lahko zmanjšale kuge, ki so mesto prizadele leta 1517, 1530, 1564–68 in 1597–1601, pri čemer je bila zadnja še posebej uničujoča. Ta trend občasnih obratov rasti prebivalstva se je ohranil do 19. stoletja. Od takrat je Bilbao zaradi industrializacije doživel eksponentno rast prebivalstva. Po vrhuncu 433.115 prebivalcev leta 1982 so bile občine doline Txorierri odstranjene iz Bilbaa, z ustreznimi izgubami njihovega prebivalstva.
Španščina je najbolj govorjen jezik v mestu, sledi mu baskovščina. Po podatkih mestne vlade v Bilbau lahko vsaj 51 % prebivalstva govori 'nekaj baskovščine', 29 % pa se meni, da jo govorijo tekoče.

### Okrožja
Občina je razdeljena na osem okrožij (baskovsko barrutia), ki so nadalje razdeljena na 34 sosesk (baskovsko auzoa). Večina okrožij in sosesk je bila nekdanja samostojna občina in elizate (župnija), ki je bila sčasoma priključena mestu. Prvotno je mesto Bilbao obsegalo staro mestno jedro in nekaj hiš na levi strani estuarija, danes znanega kot Bilbao la Vieja. Prva širitev je vključevala priključitev elizata Begoña in rečne strani Uribarrija. V 19. stoletju je združitev Abanda v mesto prinesla majhne soseske kmečkih hiš in zaselkov, ki so bili združeni v bližini mestne hiše nekdanje občine in gore Cobetas, kot sta Errekalde in Basurto. Z 20. stoletjem je začel priključevati naselja na desnem bregu reke, vključno z Begono in Deusto. V desetletju 1960, da bi preprečili naraščajoči problem revnih naselij, so bile od samega začetka ustvarjene nove soseske, med njimi Otxarkoaga in Txurdinaga, ki sta bili v desetletju 1990 združeni kot novo okrožje Otxarkoaga-Txurdinaga.

## Gospodarstvo
Metropolitansko območje Bilbaa zajema približno 47 % celotnega prebivalstva baskovske avtonomne skupnosti, od tega je 15 % registriranih v občini Bilbao. Comarka Velikega Bilbaa, v kateri mesto zavzema osrednji položaj, ima BDP na prebivalca 30.860 EUR, višji od povprečja Španije in Evropske unije. Metropolitansko območje Bilbaa ima nominalni BDP 36,9 milijarde USD. Bilbao je gospodarsko središče baskovske avtonomne skupnosti že od prvotne ustanovitve Konzulata morja v mestu v 16. stoletju, predvsem zaradi trgovine s kastiljskimi izdelki v mestnem pristanišču. Bilo je v 19. stoletju, ko je mesto eksperimentiralo s svojim največjim gospodarskim razvojem, predvsem na podlagi izkoriščanja bližnjih rudnikov železa in fužinami, ki sta spodbujala pomorski promet in pristaniško dejavnost ter sčasoma razvoj zelo pomembne ladjedelniške industrije.

### Turizem
Prvo pojmovanje Bilbaa kot turistične destinacije je prišlo z otvoritvijo železnice med Bilbaom in obalno sosesko Las Arenas v občini Getxo leta 1872. Zaradi povezave je Bilbao postal destinacija na obali.
Pravi turistični vzpon se je zgodil veliko kasneje z otvoritvijo Guggenheimovega muzeja v Bilbau leta 1997. Potem so prihodi turistov zabeležili nadaljnji trend naraščanja in leta 2018 dosegli več kot 932.000 obiskovalcev. Ta trend je bil eksponencialen glede na to, da je Bilbao leta 1995 našteval le 25.000 turistov. Bilbao gosti tudi 31 % vseh obiskovalcev Baskije, ki je glavni cilj te avtonomne skupnosti, ki je prehitela San Sebastián. Večina turistov je domačih, ki prihajajo iz Madrida in Katalonije. Mednarodni popotniki so pretežno Francozi, mejo prečkajo le proti vzhodu. Ostali prispejo iz Združenega kraljestva, Nemčije in Italije. Turizem letno ustvari približno 300 milijonov evrov za BD Biskaje. Bilbao se ukvarja tudi s poslovnim turizmom, saj je bil opremljen s prostori, kot sta Konferenčni center in koncertna dvorana Euskalduna ter razstavni center Bilbao v bližnjem Barakaldu.

## Mestna krajina
- Staro mestno jedro
- Gotska stolnica sv. Jakoba
- Stavba deželne vlade Biskaja
- Mestna hiša Bilbaa
- Sedež Iberdrole.
- Guggenheimov muzej Bilbao

V svojih začetkih je imel Bilbao le tri ulice (Somera, Artecalle in Tendería), obdane z zidovi, ki so bili na mestu, kjer je zdaj ulica Ronda. Znotraj te ograde je bila majhna puščavnica, posvečena apostolu svetemu Jakobu (sedanja stolnica sv. Jakoba), ki so jo romarji obiskovali na poti v Santiago de Compostela. V 15. stoletju so bile zgrajene še štiri ulice, ki so tvorile prvotni Zazpikaleak ali 'Sedem ulic'. Leta 1571 je bilo obzidje po več poplavah in večjem požaru leta 1569 porušeno, da so omogočili širitev mesta.
Leta 1861 je inženir Amado Lázaro v takratni občini Abando s širokimi avenijami in pravokotnimi stavbami načrtoval enanche (v španščini 'razširitev'), ki je vključeval takratne ideje higienikov. Projekt je večinoma temeljil na barcelonskem primeru, ki ga je zasnoval urbanist Ildefons Cerdà. Mestni svet je projekt zavrnil, potem ko ga je ocenil za »utopičnega in pretiranega« zaradi visokih stroškov, čeprav zelo kakovostnih. Poleg tega je Lázaro izračunal, da je demografska rast mesta temeljila na prejšnjih treh stoletjih, kar je določba, ki sčasoma ne bo ustrezala resničnosti.
Naslednja velika urbana sprememba v Bilbau se je zgodila leta 1876, ko je glavno mesto priključilo (v več fazah) sosednjo občino Abando. Nov projekt širitve je načrtovala skupina, ki sta jo sestavila arhitekt Severino de Achúcarro in inženirji Pablo de Alzola (izvoljen za župana istega leta) in Ernesto de Hoffmeyer. Za razliko od Lázarjevega je bil ta projekt bistveno manjši, saj je obsegal 1,58 km² v primerjavi s prvotnimi 2,54 km². Vseboval je tudi ne tako strog mrežni vzorec, park, ki je ločeval industrijska in stanovanjska območja, in Gran Vía de Don Diego López de Haro, glavno prometnico, kjer so bile številne ustrezne zgradbe, kot je bila vladna dvorana Biskaje ali Stolp BBVA. Konec 1890-ih je bila ta razširitev napol dokončana in že napolnjena, zato je Federico Ugalde načrtoval novo razširitev.
Do leta 1925 sta bili priključeni občini Deusto in Begoña ter del Erandia, leta 1940 pa je preostali del Erandia postal del Bilbaa. Zadnja priključitev je bila leta 1966 z občinami Loiu, Sondika, Derio in Zamudio. Bilbao je s 107 km² postal večji kot kdaj koli prej. Vse te občine, z izjemo Deusta in Begonje, pa so se osamosvojile 1. januarja 1983.
18. maja 2010 je singapurska vlada Bilbau podelila nagrado Lee Kuan Yew svetovnega mesta na World Cities Summit 2010 ('Vrh svetovnih mest' je mednarodna konferenca o javnem upravljanju in trajnostnem razvoju mest.). Velja za Pritzkerja urbanizma.

### Arhitektura
Zgradbe v Bilbau prikazujejo različne arhitekturne sloge, od gotike, art décoja, art nouveauja, neogotike in sodobne arhitekture. V starem mestnem jedru je veliko najstarejših stavb v mestu, kot je stolnica sv. Jakoba ali cerkev sv. Antóna Puščavnika, vključena v grb občine. Večji del starega mestnega jedra je podnevi območje za pešce. V bližini je eden najpomembnejših verskih objektov v Biskaji, Bazilika Gospe Begonjske (špansko Basílica de Nuestra Señora de Begoña, baskijsko Begoñako Andra Mari), posvečena zavetnici province Gospe Begonski.
Sedemnajst mostov se razteza preko estuarija znotraj meja mesta. Med najzanimivejšimi sta Zubizuri (baskovsko 'beli most'), brv za pešce, ki jo je zasnoval Santiago Calatrava, odprta leta 1997, in most La Salve, viseči most, odprt leta 1972, ki ga je preoblikoval francoski konceptualni umetnik Daniel Buren leta 2007. Most Deusto je dvižni most, ki je bil odprt leta 1936 po vzoru mostu Michigan Avenue v Chicagu. Med leti 1890 in 1893 je prvi transportni most (Biskajski most – Puente Colgante) na svetu na reki Nervion, med Portugalete in Getxo, zgradil Alberto Palacio (arhitekt in inženir) skupaj s svojim bratom Silvestrom.
Od začetka procesa deindustrializacije v 1990-ih so se mnoga nekdanja industrijska območja preoblikovala v sodobne javne in zasebne prostore, ki jih je oblikovalo nekaj najbolj priznanih svetovnih arhitektov in umetnikov. Glavni primer je Guggenheimov muzej, ki je v nekdanjem starem doku in skladišču lesa. Stavba, ki jo je zasnoval Frank Gehry in je bila odprta oktobra 1997, velja med arhitekturnimi strokovnjaki za eno najpomembnejših struktur v zadnjih 30 letih  in samostojno mojstrovino. V muzeju je del sodobne umetniške zbirke fundacije Solomon R. Guggenheim. Drug primer je Azkuna Zentroa, skladišče vina, ki ga je leta 1909 zgradil in ga je leta 2010 popolnoma preoblikoval francoski oblikovalec Philippe Starck v večnamensko prizorišče, ki je med drugim sestavljeno iz kino multipleksa, fitnesa, knjižnice in restavracije. Obnavlja se tudi območje Abandoibarra, v njem pa ni samo Guggenheimov muzej, temveč tudi stolpni kompleks Arate Isozaki, konferenčni center in koncertna dvorana Euskalduna ter stolp Iberdrola, ki ga je zasnoval argentinski arhitekt César Pelli, ki je od konca leta 2011 , najvišji nebotičnik Baskije, visok 165 metrov. Zorrozaurre je naslednje območje, ki ga bodo prenovili po glavnem načrtu iz leta 2007, ki ga je oblikovala iraška arhitektka Zaha Hadid. Ta polotok je bil preoblikovan v 500.000 m2 otoka in bo imel stanovanjske in poslovne zgradbe ter nov sedež BBK.

### Parki
Od leta 2010 ima Bilbao znotraj svojih meja 18 javnih parkov, na katerih je skupno 200 ha  zelenih površin. Poleg tega ima njegov zeleni pas skupno površino 1025 ha, od tega je 119 ha  urbaniziranih. Največja parka sta Mount Cobetas, velik 18,5 ha  in Larreagaburu, velik 12 ha, oba na obrobju.
Park Doña Casilda Iturrizar je v okrožju Abando, blizu središča mesta in zajema 8,5 ha. Ime je dobil po lokalni dobrotnici, ki je zemljišče podarila okolici. To je vrt v angleškem slogu, ki ga je zasnoval Ricardo Bastida in je bil za javnost odprt leta 1907. Na njem je plešoči vodnjak, obdan s pergolo, in ribnik z mnogimi vrstami rac, gosi in labodov, kar daje parku nadomestno ime, Duck's Park, kot je znan lokalno. V zadnjih letih so ga razširili, da bi ga povezali z območjem Abandoibarra. V kraju Ibaiondo je bil park Etxeberria zgrajen v 1980-ih na mestu, kjer je prej stala jeklarna. Prvotni dimnik je bil ohranjen kot poklon njegovi industrijski preteklosti. Zajema površino 18,9 ha, na pobočnem terenu, ki gleda na staro mestno jedro. Drugi pomembni javni prostori v mestu vključujejo park Europa, park Miribilla ali spominsko pešpot, 3 km dolgo pot, z 12 m visokimi svetilkami, ki so na levem bregu estuarija in ki povezuje glavne znamenitosti.
Gora Artxanda je iz središča mesta enostavno dostopna z vzpenjačo. Na vrhu je rekreacijsko območje z restavracijami, športnim kompleksom in balkonom s panoramskim razgledom. Na jugu Mount Pagasarri sprejema na stotine pohodnikov vsak vikend od 1870-ih, ki iščejo njegove naravne čudeže. Njegovo okolje je uradno zaščiteno od leta 2007.

## Znamenitosti
- Casco Viejo
- Guggenheimov muzej Bilbao
- Euskalduna konferenčni center in koncertna dvorana
- Plaza Nueva
- Mestna hiša v Bilbau
- Stolnica v Bilbau
- Most Zubizuri
- Zubizuri
- Baskovski muzej in Unamuno Plaza
- Teatro Arriaga
- Bazilika Begoña
- Stadion San Mamés
- Gran Vía de Don Diego López de Haro
- Estuarij Bilbaa
- Doña Casilda Iturrizar park
- Muzej sodobne umetnosti Bilbao
- Vladna palača province
- Cerkev sv. Antona Puščavnika in most sv. Antona
- Azkuna Zentroa
- Ria de Bilbao
- El Arenal Park
- Cerkev sv. Nikolaja
- Metro Bilbao, avtor Norman Foster
- Stolp Iberdrola
- Tirna vzpenjača na Mount Artxanda
- Moyua Plaza
- Mercado de la Ribera

## Mednarodne povezave
Bilbao je pobraten z:
- Bordeaux, Francija
- Buenos Aires, Argentina
- Medellín, Kolumbija
- Monterrey, Mehika
- Pittsburgh, ZDA
- Qingdao, Kitajska
- Rosario, Santa Fe, Argentina
- Sant Adrià de Besòs, Španija
- Tbilisi, Gruzija